# Гребенюк Оксана Степанівна
Оксана Степанівна Гребеню́к (нар. 12 квітня 1963, Полтава) — українська акторка; заслужена артистка України з 2016 року.

## Біографія
Народидася 12 квітня 1963 року у місті Полтаві (нині Україна). У 1984 році закінчила акторський факультет Київського інституту театрального мистецтва імені Івана Карпенка-Карого.
У 1984—1988 роках — артиска Чернігівського українського музично-драматичного театру імені Тараса Шевченка; у 1988—1995 роках — у Чернігівському молодіжному театрі; у 1995—2002 роках — знову у Чернігівському українському музично-драматичному театрі; у 2002—2010 роках — у Донецькому українському музично-драматичному театрі; з 2010 року — знову у Чернігівському українському музично-драматичному театрі.

## Ролі у театрі
- Уляна («Іваном звуть його» за Олександром Довженком);
- Люся («Операція „Багатоженець“» Анатолія Делендика);
- Джульєтта, Титанія, Куртизанка («Ромео і Джульєтта», «Сон літньої ночі», «Комедія помилок» Вільяма Шекспіра);
- Галя («Циганка Аза» Михайла Старицького);
- Ярина («На Івана Купала» Михайла Стельмаха);
- Женя («Яма» за Олександром Купріним);
- Бічі («Людина і джентльмен» Едуардо де Філіппо);
- Маша («Три сестри» Антона Чехова);
- Жаклін («Французька вечеря» Марка Камолетті);
- Елеонора («Танго» Славомира Мрожека);
- Солоха («Ніч перед Різдвом» за Миколою Гоголем);
- Місіс Уебб («Наше містечко» Торнтона Вайлдера);
- Графиня («Безумний день, або Весілля Фігаро» П'єра Бомарше);
- Бетті Джонсон, Барбара Сміт («Смішні гроші», «Тато в павутинні» Рея Куні)[3].

## Фільмографія
- епізод — «Не відрікаються люблячи...» (2008);
- буфетчиця на вокзалі — «Терміново шукаю чоловіка» (2011);
- бібліотекар — «Повернення Мухтара-8» (2012);
- завідувач відділенняч — «Пес-2» (2016);
- Віра Федорівна, мати Дмитра — «Стоматолог» (2018);
- церемоніймейстер — «Нюхач-4» (2019);
- Власова, лікар — «По різних берегах» (2019);
- Тамара — «Доньки» (2020);
- епізод — «Мій улюблений ворог» (2020);
- Ольга — «Шуша» (2020);
- Віра Кіндратівна Кучеренко, директор коледжу — «Ігри дітей старшого віку» (2021);
- мати — «Не дивлячись ні на що» (2021);
- директор школи — «Провінціал» (2021);
- Вікторія — «Сини щасливої жінки» (2021);
- епізод — «Таємне кохання. Повернення» (2021)[4].